# Противоугон

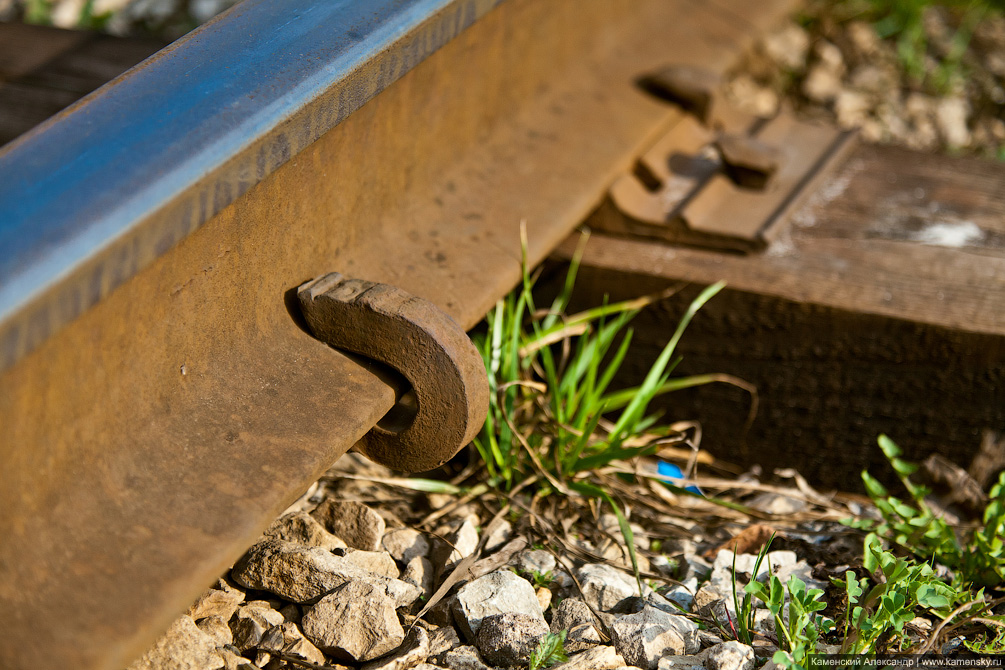
Противоугон (крепление рельсов к деревянным шпалам)

Противоугон — один из элементов верхнего строения железнодорожного пути на деревянных шпалах и костыльном скреплении.

## Назначение
Противоугон служит для предотвращения угона пути, продольного перемещения рельса при движении подвижного состава.

## Конструкция
Необходимым признаком любой конструкции противоугона является изогнутая ось (скоба), служащая для создания в конструкции зон с резкой концентрацией напряжений и повышения пружинных свойств конструкции. При этом поперечное сечение заготовки для противоугонов может иметь различную форму:
- трапециевидную
- квадратную
- Противоугон (крепление рельсов к деревянным шпалам)прямоугольную
- Т-образную
- П-образную

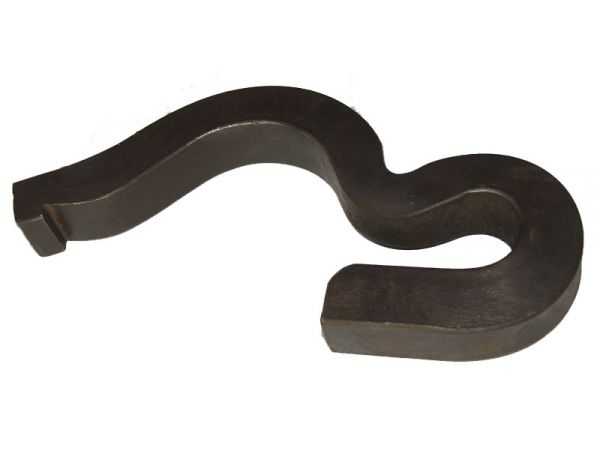
Противоугон (крепление рельсов к деревянным шпалам)

Также различают пружинные и самозаклинивающиеся противоугоны, из которых пружинные являются более современной конструкцией.

## Установка
Пружинные противоугоны устанавливаются снизу на подошву рельса так, чтобы «зуб» противоугона располагался внутри колеи.
На однопутных участках с явно выраженным односторонним грузовым движением противоугоны располагаются только с одной стороны шпал, равно как и на двухпутных линиях. Тормозные спуски не грузового направления закрепляются с обеих сторон.
На звене длиной 25 м располагается от 18 до 44 противоугонов.